# Lemon Tree (Will Holt)
Lemon tree is een folknummer geschreven door Will Holt in de jaren 60. De melodie is gebaseerd op het Braziliaanse folknummer Meu limão, meu limoeiro, gearrangeerd door José Carlos Burle in 1937 en bekend geworden door de Braziliaanse zanger Wilson Simonal. Het nummer vergelijkt liefde met een citroenboom (lemon tree): "Lemon tree very pretty, and the lemon flower is sweet, but the fruit of the poor lemon is impossible to eat."
Het nummer is opgenomen door onder andere Peter, Paul and Mary, Chad & Jeremy, The Kingston Trio, The Seekers, Bob Marley & The Wailers, Herb Alpert and the Tijuana Brass, Sandie Shaw, Roger Whittaker en Lonnie Donegan.  In 1965 nam Trini Lopez de meest succesvolle versie van het nummer op.  

## Trini Lopez
Lemon tree is een single van de Amerikaanse zanger Trini Lopez in 1965.

### Hitnotering
| Lemon tree         | Lemon tree            | Lemon tree | Lemon tree | Lemon tree | Lemon tree | Lemon tree | Lemon tree | Lemon tree | Lemon tree | Lemon tree | Lemon tree       |
| Hitlijst           | Datum van binnenkomst | Week:      | 1          | 2          | 3          | 4          | 5          | 6          | 7          | 8          | Laatste notering |
| ------------------ | --------------------- | ---------- | ---------- | ---------- | ---------- | ---------- | ---------- | ---------- | ---------- | ---------- | ---------------- |
| Nederlandse Top 40 | 06-02-1965            | Positie:   | 40         | 34         | 30         | 26         | 21         | 22         | 29         | 32         | 27-03-1965       |